# Буркхальтер, Дидье
Дидье Буркхальтер (фр. Didier Burkhalter, род. 17 апреля 1960, Невшатель, Швейцария) — швейцарский политик, представляющий Партию Швейцарских либералов, с 1 ноября 2009 по 31 октября 2017 годов — член Федерального совета Швейцарии. Глава департамента внутренних дел (2009—2011) и департамента иностранных дел (с 2012). Был избран президентом Швейцарии и исполнял обязанности в 2014 году.

## Биография
В 1990—2001 был депутатом парламента кантона Невшатель. С 2003 по 2007 — член Национального совета Швейцарии. С 2007 — депутат Совета кантонов Швейцарии.
В 2009 избран преемником своего однопартийца Паскаля Кушпена в Федеральный совет Швейцарии.С 1 января 2013 года — вице-президент Швейцарии.
В конце 2013 года был избран новым президентом Швейцарии. На пост заступил с 1 января 2014 года. При этом сохранил пост главы департамента иностранных дел.
6 мая 2014 года  Буркхальтер в качестве Действующего председателя ОБСЕ посетил Москву, чтобы обсудить с Владимиром Путиным ситуацию на Украине. После переговоров состоялась пресс-конференция, на которой российский лидер призвал сторонников независимости от Украины и присоединения к РФ перенести запланированный на 11 мая референдум.
Данный контакт Буркхальтера с Путиным привел к кардинальным изменениям в намерениях последнего в отношении "Русской весны". (Пресс конференция Игоря Стрелкова в Самаре 2 марта 2019)
С 1 января 2015 года оставил пост президента Швейцарии. С начала ноября 2017 года покинул Федеральный совет Швейцарии.